# Cees Veerman (músico)

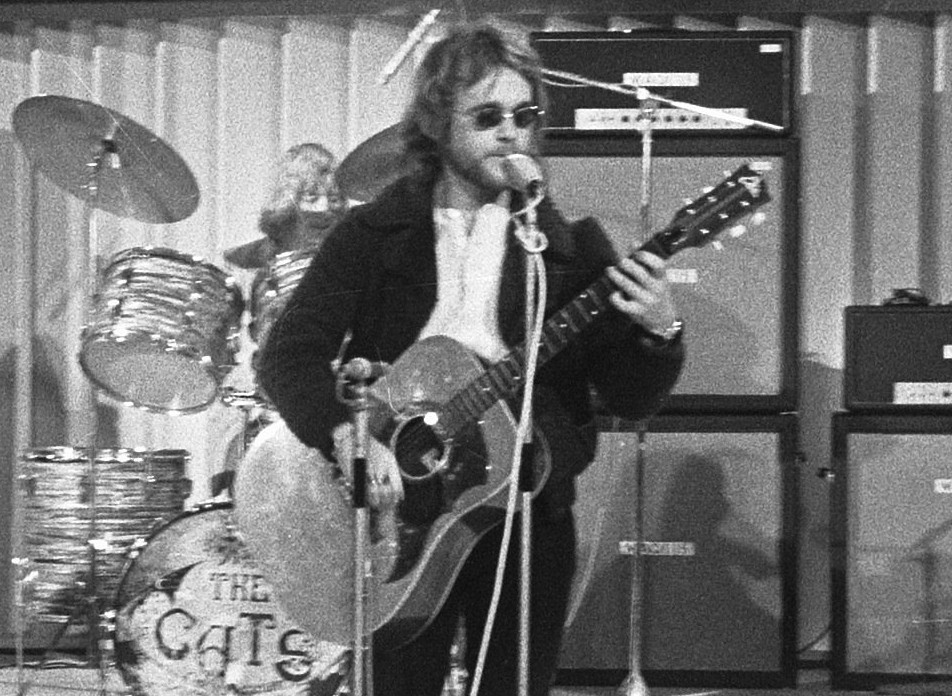
Veerman con The Cats en febrero de 1970.

Cees Veerman (6 de octubre de 1943 - 15 de marzo de 2014) fue un músico holandés. Fue un cantante, compositor y guitarrista de la banda de rock The Cats. Nació en Volendam, en la provincia de Holanda del Norte.
Veerman murió mientras dormía en la mañana del 15 de marzo de 2014 en Yogyakarta, Región Especial de Yogyakarta, Indonesia. Tenía 70 años de edad.

## Otros sitios web
- Wikimedia Commons alberga una categoría multimedia sobre Cees Veerman.
- Cees Veerman at Discogs